# Чемпионат мира по биатлону 1977
15-й чемпионат мира по биатлону прошёл в Норвегии, в Вингроме (коммуна Лиллехаммер) в 1977 году.

## Индивидуальная гонка 20 км
| Финишный протокол | Финишный протокол | Финишный протокол | Финишный протокол  | Финишный протокол |
| Место             | Страна            | Спортсмен         | Время (отставание) | Промахи           |
| ----------------- | ----------------- | ----------------- | ------------------ | ----------------- |
| 1                 | Финляндия         | Хейкки Икола      | 1:10:51.8          | 1 (0+0+0+1)       |
| 2                 | Норвегия          | Сиглейф Йохансен  | +24.5              | 2 (0+0+1+1)       |
| 3                 | СССР              | Александр Тихонов | +26.3              | 4 (2+0+0+2)       |

## Спринт 10 км
| Финишный протокол | Финишный протокол | Финишный протокол | Финишный протокол  | Финишный протокол |
| Место             | Страна            | Спортсмен         | Время (отставание) | Промахи           |
| ----------------- | ----------------- | ----------------- | ------------------ | ----------------- |
| 1                 | СССР              | Александр Тихонов | 32:47.8            | 0 (0+0)           |
| 2                 | СССР              | Николай Круглов   | +57.3              | 1 (1+0)           |
| 3                 | СССР              | Александр Ушаков  | +1:24.6            | 1 (0+1)           |

## Эстафета 4 Х 7,5 км
| Финишный протокол | Финишный протокол | Финишный протокол                                                     | Финишный протокол | Финишный протокол |
| Место             | Страна            | Спортсмен                                                             | Время             | Промахи           |
| ----------------- | ----------------- | --------------------------------------------------------------------- | ----------------- | ----------------- |
| 1                 | СССР              | Александр Елизаров Александр Ушаков Николай Круглов Александр Тихонов | 1:48:10.8         | 0 0               |
| 2                 | Финляндия         | Эркки Антила Раймо Сеппянен Симо Халонен Хейкки Икола                 | 1:49:55.9         | 0 2 0 0           |
| 3                 | ГДР               | Манфред Беер Клаус Зиберт Франк Ульрих Манфред Гейер                  | 1:50:52.5         | 0 0               |

## Зачет медалей
| Место | Страна    | Золото | Серебро | Бронза | Общее число медалей |
| ----- | --------- | ------ | ------- | ------ | ------------------- |
| 1     | СССР      | 2      | 1       | 2      | 5                   |
| 2     | Финляндия | 1      | 1       | 0      | 2                   |
| 3     | Норвегия  | 0      | 1       | 0      | 1                   |
| 4     | ГДР       | 0      | 0       | 1      | 1                   |